# Ronald Grossey
Ronald Grossey (Antwerpen, 1956) is een Vlaams auteur en uitgever.

## Biografie
Ronald Grossey studeerde van 1974 tot 1979 Rechten aan de UFSIA-UIA universiteit van Antwerpen. In 1979 stichtte hij een eigen uitgeverij, Exa, die tot 1986 als eenmansbedrijf bestond. In 1987 fuseerde Exa met uitgeverij Dedalus van Rudy Vanschoonbeek. Tot 1994 was hij uitgeefredacteur bij Dedalus, Antwerpen. Van 1995 tot 2000 was hij uitgeefredacteur Strips bij Standaard Uitgeverij, Antwerpen; van 2000 tot 2008 bij The House Of Books, Antwerpen; van 2009 tot 2014 uitgever bij Linkeroever Uitgevers en vanaf mei 2014 uitgever bij Uitgeverij Vrijdag.

## Prijzen
2007: Nederlandse Stripschapprijs voor bijzondere verdienste voor het boek Studio Vandersteen
- Gemeinsame Normdatei: 1049518527
- International Standard Name Identifier: 0000 0003 6917 8432
- Library of Congress Control Number: n2015035681
- Nederlandse Thesaurus van Auteursnamen: 06887524X
- Virtual International Authority File: 289080287
- WorldCat: E39PBJw4D7KcgQwfXDMWbpm8G3